# Eldorado (Wisconsin)
Eldorado – miasto w Stanach Zjednoczonych, w stanie Wisconsin, w hrabstwie Fond du Lac.